# The Arena
The Arena, também conhecida como ECW Arena é um ex-armazém e atualmente uma arena multiesportiva usada primeiramente para wrestling profissional e boxe. Ela é localizada em Philadelphia no encontro da Rua South Swanson com a Rua West Ritner.Recebeu o nome de ECW Arena por que era o principal centro de Shows da ECW e por ficar ficar na cidade natal da mesma . 